# Адріє-Ровігська діоцезія
А́дріє-Рові́гська діоцезія (лат. Dioecesis Adriensis-Rhodigiensis; італ. Diocesi di Adria-Rovigo) — діоцезія римського обряду Католицької церкви в Італії, з центрами у містах Адрія і Ровіго. Охоплює терени Венето. Входить до складу Венеційської церковної провінції. Суфраганна діоцезія Венеційського патріархату. Заснована 30 вересня 1986 року. Голова — єпископ Адрійський і Ровігський. Центральні храми — Адрійський і Ровігський собори.  Площа — 1,193 км². Населення — 204,525 ос.; з них католики — 197,975 ос. (96.8%). Чинний голова — П'єрантоніл Паванелло, єпископ Адрійський і Ровігський.

## Назва
- А́дріє-Рові́гська діоце́зія (лат. Dioecesis Adriensis-Rhodigiensis; італ. Diocesi di Adria-Rovigo)
- А́дріє-Рові́гське єпи́скопство — за титулом ієрарха і назвою катедри.
- А́дрійська діоце́зія (лат. Dioecesis Adriensis; італ. Diocesi di Adria) — стара назва до 1986 року.
- А́дрійське єпи́скопство — за титулом ієрарха і назвою катедри.

## Історія
640 року була створена Адрійська діоцезія.
30 вересня 1986 року Адрійська діоцезія була перейменована на Адріє-Ровігську діоцезію.

## Єпископи
- П'єрантоніл Паванелло

## Статистика
Згідно з «Annuario Pontificio» і Catholic-Hierarchy.org:
| Рік  | Населення | Населення | Населення | Священики | Священики | Священики | Священики           | Диякони | Ченці    | Ченці | Парафії |
| Рік  | католики  | загалом   | %         | загалом   | секулярні | ченці     | вірних на священика | Диякони | чоловіки | жінки | Парафії |
| ---- | --------- | --------- | --------- | --------- | --------- | --------- | ------------------- | ------- | -------- | ----- | ------- |
| 1950 | 269.000   | 270.000   | 99,6      | 231       | 195       | 36        | 1.164               |         | 50       | 578   | 98      |
| 1959 | 251.540   | 251.569   | 100,0     | 212       | 181       | 31        | 1.186               |         | 40       | 785   | 106     |
| 1969 | 205.968   | 206.142   | 99,9      | 232       | 210       | 22        | 887                 |         | 46       | 763   | 99      |
| 1980 | 207.400   | 207.600   | 99,9      | 240       | 206       | 34        | 864                 | 1       | 58       | 484   | 112     |
| 1990 | 200.151   | 200.975   | 99,6      | 203       | 173       | 30        | 985                 | 1       | 38       | 417   | 109     |
| 1999 | 199.983   | 201.745   | 99,1      | 183       | 156       | 27        | 1.092               |         | 40       | 316   | 109     |
| 2000 | 199.983   | 201.745   | 99,1      | 186       | 158       | 28        | 1.075               |         | 42       | 296   | 109     |
| 2001 | 199.990   | 202.172   | 98,9      | 182       | 154       | 28        | 1.098               |         | 42       | 258   | 109     |
| 2002 | 199.990   | 202.172   | 98,9      | 177       | 149       | 28        | 1.129               |         | 42       | 253   | 109     |
| 2003 | 200.128   | 202.864   | 98,7      | 175       | 147       | 28        | 1.143               |         | 44       | 195   | 109     |
| 2004 | 200.128   | 202.878   | 98,6      | 176       | 145       | 31        | 1.137               |         | 48       | 190   | 109     |
| 2006 | 202.069   | 204.179   | 99,0      | 169       | 138       | 31        | 1.195               |         | 48       | 185   | 109     |
| 2012 | 198.000   | 204.464   | 96,8      | 159       | 129       | 30        | 1.245               | 2       | 56       | 160   | 109     |
| 2015 | 197.975   | 204.525   | 96,8      | 146       | 120       | 26        | 1.355               | 6       | 49       | 137   | 109     |